# 1887 en France
Chronologie de la France
- 1883
- 1884
- 1885
- 1886
- 1887
- 1888
- 1889
- 1890
- 1891

Cette page concerne l'année 1887 du calendrier grégorien.

## Événements
- 11 janvier :
  - Clément Duval, membre du groupe anarchiste est condamné à mort pour avoir poignardé le brigadier Rossignol lors d'un cambriolage. Il est gracié et sa peine commuée en travaux forcés à perpétuité[1].
  - à la demande de Louis Pasteur, le docteur Grancher défend la vaccination contre la rage à l'Académie de médecine, en mettant en avant le taux de réussite[2].
- 18 janvier : décret ayant pour objet l'exécution de la loi organique de l'enseignement primaire[3].
- 28 janvier : début de la construction de la Tour Eiffel à Paris[4].

- 3 février : ouverture de la première bourse du travail à Paris[5].
- 13 février : création de l'Association nationale Le Souvenir Français, par François-Xavier Niessen, à Neuilly-sur-Seine[6].
- 23 février : tremblement de terre des Alpes ligures, peu avant 6 h du matin. En France, la ville de Menton, et le village de Castillon sont particulièrement touchés[7].

- 17 mars : « triple assassinat de la rue Montaigne » à Paris. L'auteur présumé Henri Pranzini, arrêté le 23 mars à Marseille, est exécuté le 31 août après un procès retentissant du 9 au 13 juillet[8].
- 25 mars : traité de Bissandougou entre la France et Samori Touré qui consent à de nouvelles modifications territoriales et sollicite le protectorat de la France[9].
- 30 mars : loi sur les monuments historiques[10].

- 2 avril : décret qui donne aux salles d'asile la dénomination officielle d'école maternelle[3].

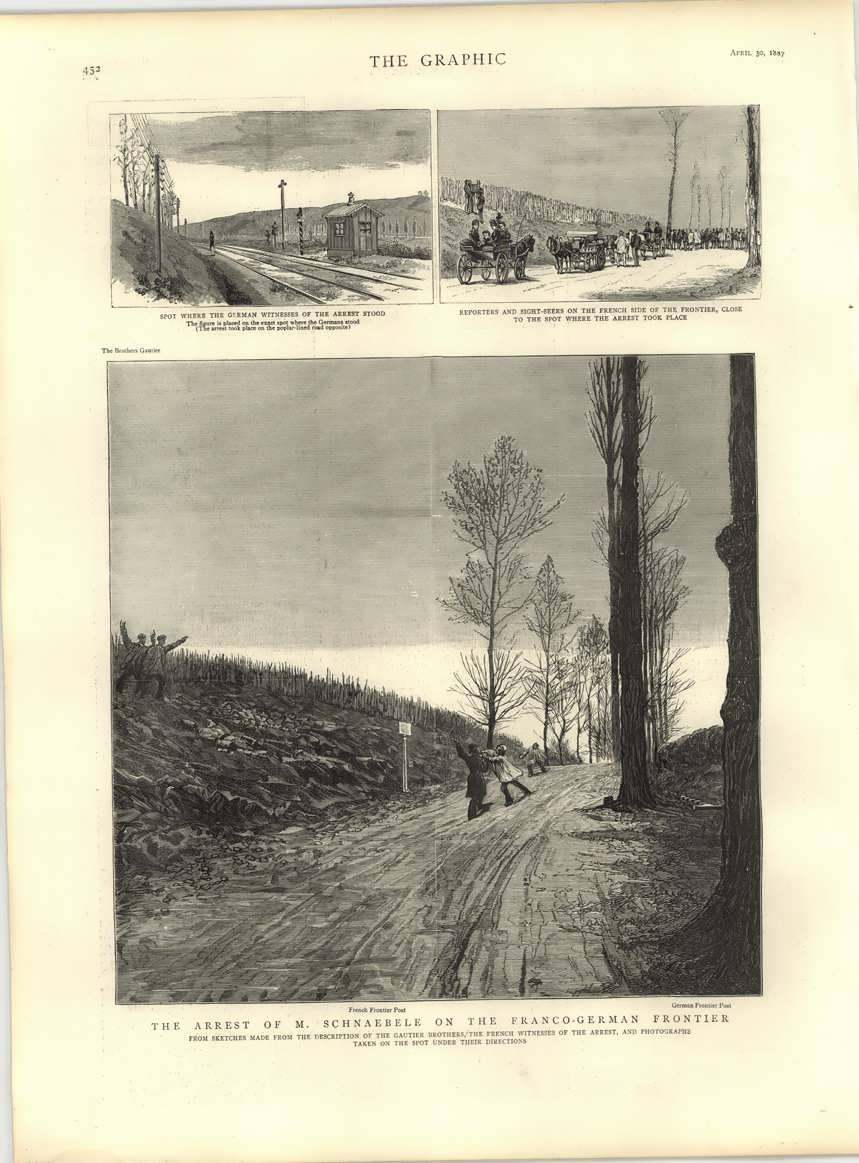
20 avril : arrestation de Schnæbelé.

- 20 - 30 avril : tensions franco-allemandes à la suite de l’Affaire Schnæbelé. Un commissaire de police français est enlevé par des policiers allemands menant les deux pays au bord de la guerre. Le général Boulanger démissionne devant l’attitude trop conciliante du gouvernement vis-à-vis de L’Allemagne[11].
- 22 avril :
  - l’armée est dotée du fusil Lebel, premier fusil français à répétition[12].
  - loi complétant la loi Warnier sur la licitation des terres indigènes en Algérie[13].

- 10 mai : la commission du budget de la Chambre adopte une motion de Gerville-Réache, député de la Guadeloupe : « La Chambre, considérant que les économies contenues dans le projet du budget de 1888 sont insuffisantes, invite le gouvernement à lui présenter de nouvelles propositions »[14].
- 12 mai : traité de Gouri, signé à Kayes. Le sultan toucouleur de Ségou, Ahmadou, accepte le protectorat français sur les territoires qu’il contrôle[15].
- 18 mai : chute du gouvernement Goblet à la suite du vote par la Chambre du projet de résolution de la commission du budget, invitant le gouvernement à présenter un autre budget[11].
- 23 mai : Boulanger, bien que non candidat, obtient 38 000 voix, soit 12% des votants, lors d'une élection partielle à Paris[16].
- 30 mai :
  - premier gouvernement Rouvier ; le général Ferron remplace Boulanger comme ministre de la guerre[14].
  - inauguration[réf. nécessaire] de la plus haute cheminée de France (105 m) à l’usine de peignage Holden de Croix, dite le Ballot des Anglais, construite par l'architecte Carlos Batteur[17].

- 4 juin : décret relatif à la création de l'Institut Pasteur de Paris, inauguré le 14 novembre 1888[18].
- 26 juin : convention relative à la délimitation de la frontière entre la Chine et le Tonkin[19] et convention commerciale additionnelle franco-chinoise[20].

- 1er juillet, Bamako : Gallieni lance une expédition sur le Niger pour en vérifier la navigabilité jusqu’à Tombouctou, de façon à conclure des traités de protectorat. Le lieutenant de vaisseau Caron remonte jusqu’à Mopti à bord de la canonnière Le Niger, puis jusqu’à Korioumé, à proximité immédiate de Tombouctou (17 août). À Bandiagara, il se heurte à Tidiani, sultan Toucouleur du Macina indépendant, qui lui interdit l’accès de Tombouctou[21].
- 4 juillet : le général Boulanger est nommé commandant du 13e corps à Clermont-Ferrand[14].

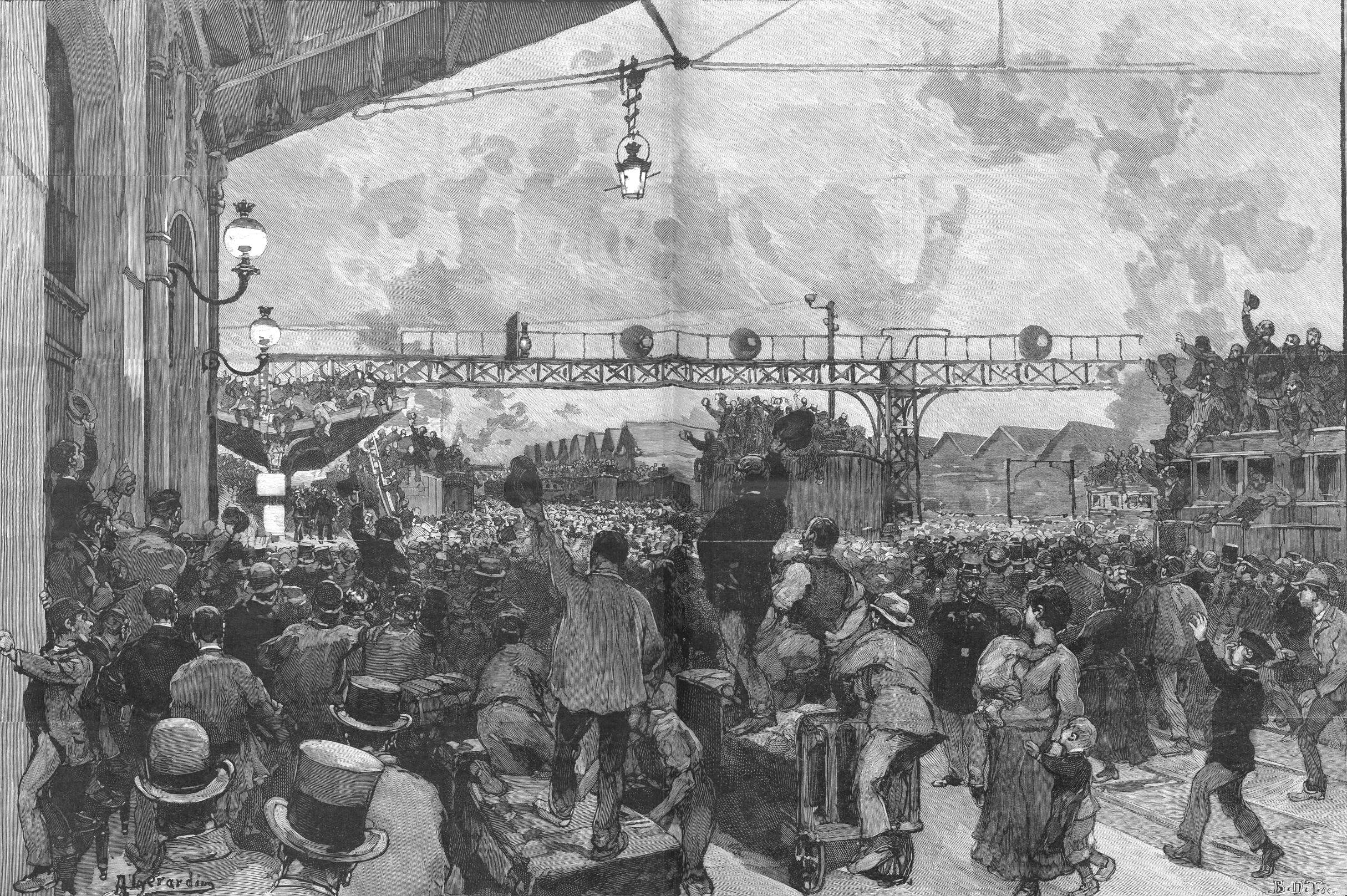
Paris. Le départ du général Boulanger. À la gare de Lyon : envahissement des quais et des voies par une foule acclamant le général. Dessin d'Auguste Gérardin. Le Monde illustré, 16 juillet 1887.

- 8 juillet : la foule s'oppose au départ du train de Boulanger gare de Lyon pour son nouveau poste à Clermont-Ferrand[14].
- 14 juillet : le président Jules Grévy et le général Ferron sont hués par la foule lors de la revue de Longchamp[14].
- 18 juillet : le système de l'indigénat est introduit en Nouvelle-Calédonie[22].
- 25 juillet : loi portant modification à l'organisation de l'infanterie ; elle supprime les quatrièmes bataillons et les compagnies de dépôt pour permettre la création de dix-huit nouveaux régiments d'infanterie régionaux[23].

- 17 août : la canonnière française Le Niger atteint les portes de Tombouctou ; averti d’une attaque probable des Touareg, Caron rebrousse chemin. Il est de retour à Magnambougou le 5 octobre[24].

- 19 septembre : le critique Jules Lemaître décrit une exhibition d’Achantis au Jardin d’acclimatation[25].
- 28 septembre : la police découvre un trafic de décorations mené par une dame Limouzin avec la complicité du gendre du président Grévy, Daniel Wilson[26].

- 30 septembre : le système de l'indigénat est introduit au Sénégal par décret[22].

- Octobre : Paris dénonce le traité de commerce franco-italien, en conséquence du choix de l’Italie de se rapprocher de l’Allemagne.

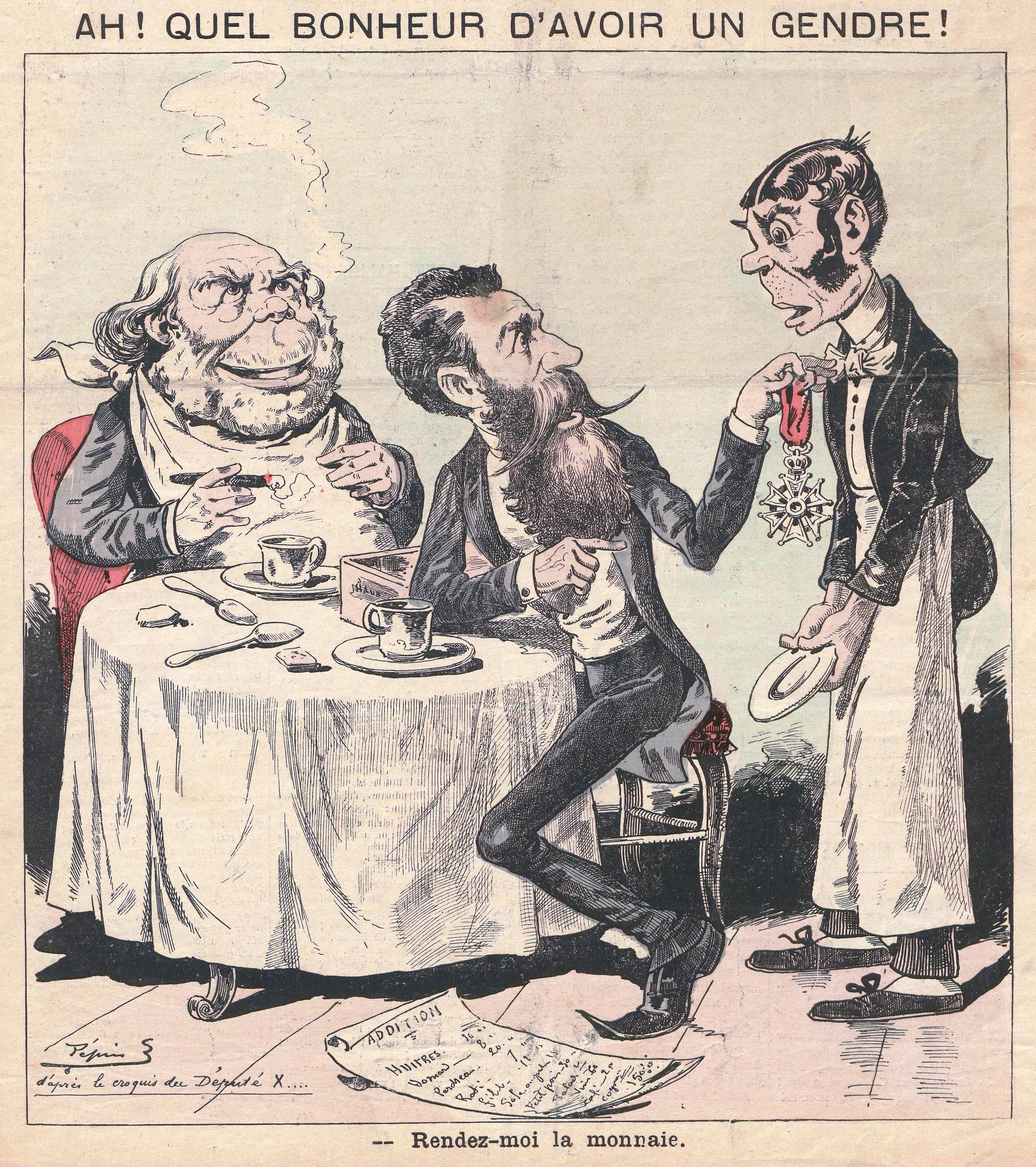
Ah ! Quel bonheur d'avoir un gendre ! caricature de Claude Guillaumin, Le Grelot, 27 novembre 1887

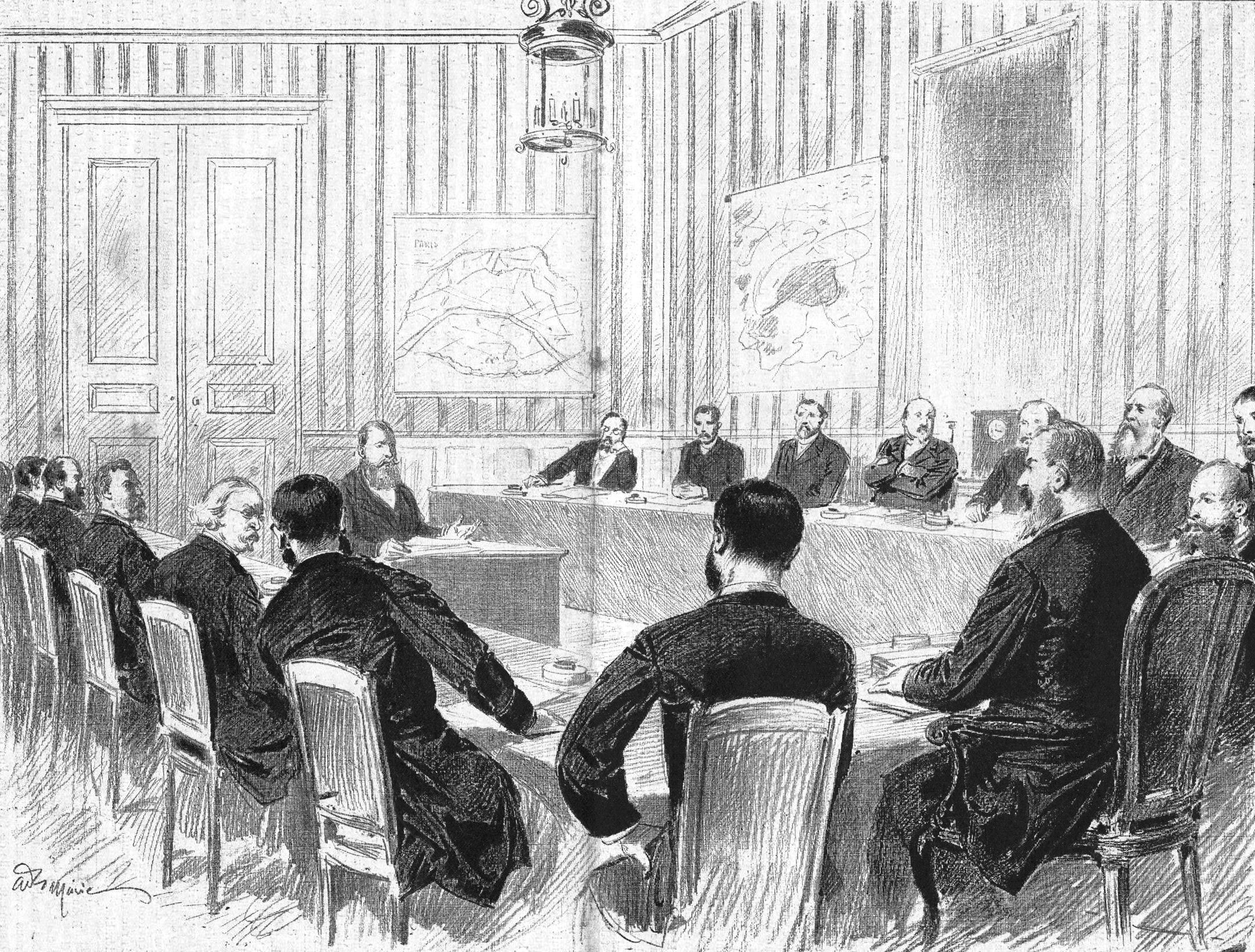
La commission d'enquête de la chambre des députés. - Comparution de M. Wilson. - (Dessin de M. Adrien Marie). Le Monde illustré, 26 novembre 1887

- 7 octobre, France : début du scandale des décorations[27]. Début de la crise boulangiste (fin en 1889). À la tête d’une coalition antiparlementaire de plus en plus virulente, Le général Boulanger devient un danger pour les républicains du gouvernement. Il est mis aux arrêts de rigueur le 14 octobre.
- 17 octobre : la France crée l’Union indochinoise[28] (Cochinchine, Annam, Tonkin et Cambodge, auxquels s'ajoutent ensuite le Laos puis Kouang-Tchéou-Wan) sous l’autorité d’un gouverneur général représentant la France (dont Lanessan, Paul Doumer, Albert Sarraut). Si la royauté est conservée dans les protectorats, elle est vidée de toute substance au profit des résidents. Les rois peu complaisants seront exilés.

- 15 novembre : la crémation des corps est autorisée.
- 16 novembre : convention franco-britannique établissant une commission navale mixte sur les Nouvelles-Hébrides[29] (condominium en 1906).
- 19 novembre : première démission du ministère Rouvier sur question de procédure ; Rouvier retire sa démission le 30 novembre pour permettre la démission du président de la République[30].
- 28-29 novembre et 30-29 novembre : « nuits historiques » au restaurant Durand place de la Madeleine puis chez Georges Laguerre[14]. Rencontres secrètes entre Clemenceau et Boulanger alors que les radicaux (Alfred Laisant, Granet, Laguerre, Mayer, Boulanger, Déroulède, Rochefort) cherchent sans résultat le moyen de maintenir Grévy à l'Élysée pour éviter que Ferry ne le remplace[31].

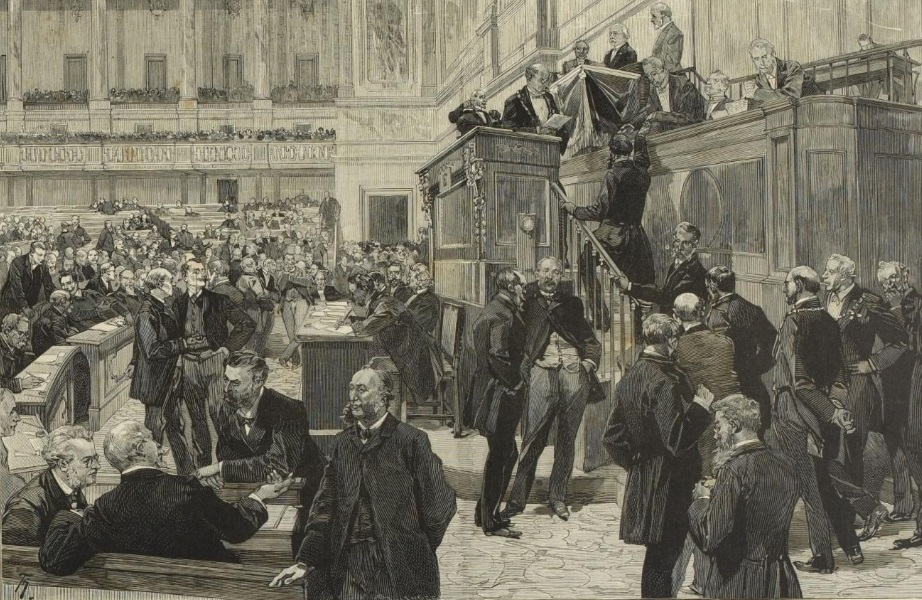
Au congrès : le scrutin pour l'élection du président de la République. Albert Bellenger, 1887.

- 2 décembre : démission du président de la République Jules Grévy, dont le gendre, le député Daniel Wilson, avait monnayé la distribution de médailles[26].
- 3 décembre : Sadi Carnot est élu président de la République (fin en 1894)[30].
- 12 décembre : premier gouvernement Pierre Tirard[32].
- 18 décembre : inauguration officielle de l'observatoire de Lyon[33].

## Naissances en 1887
- 7 juillet : Marc Chagall, peintre et graveur († 28 mars 1985).
- 28 juillet : Marcel Duchamp, peintre et plasticien († 2 octobre 1968)
- 5 octobre : René Cassin, juriste français († 20 février 1976).
- 11 octobre : Pierre Jean Jouve, poète et romancier († 8 janvier 1976).

## Décès en 1887
- 20 août : Jules Laforgue, poète symboliste.